# Coelho (atletismo)

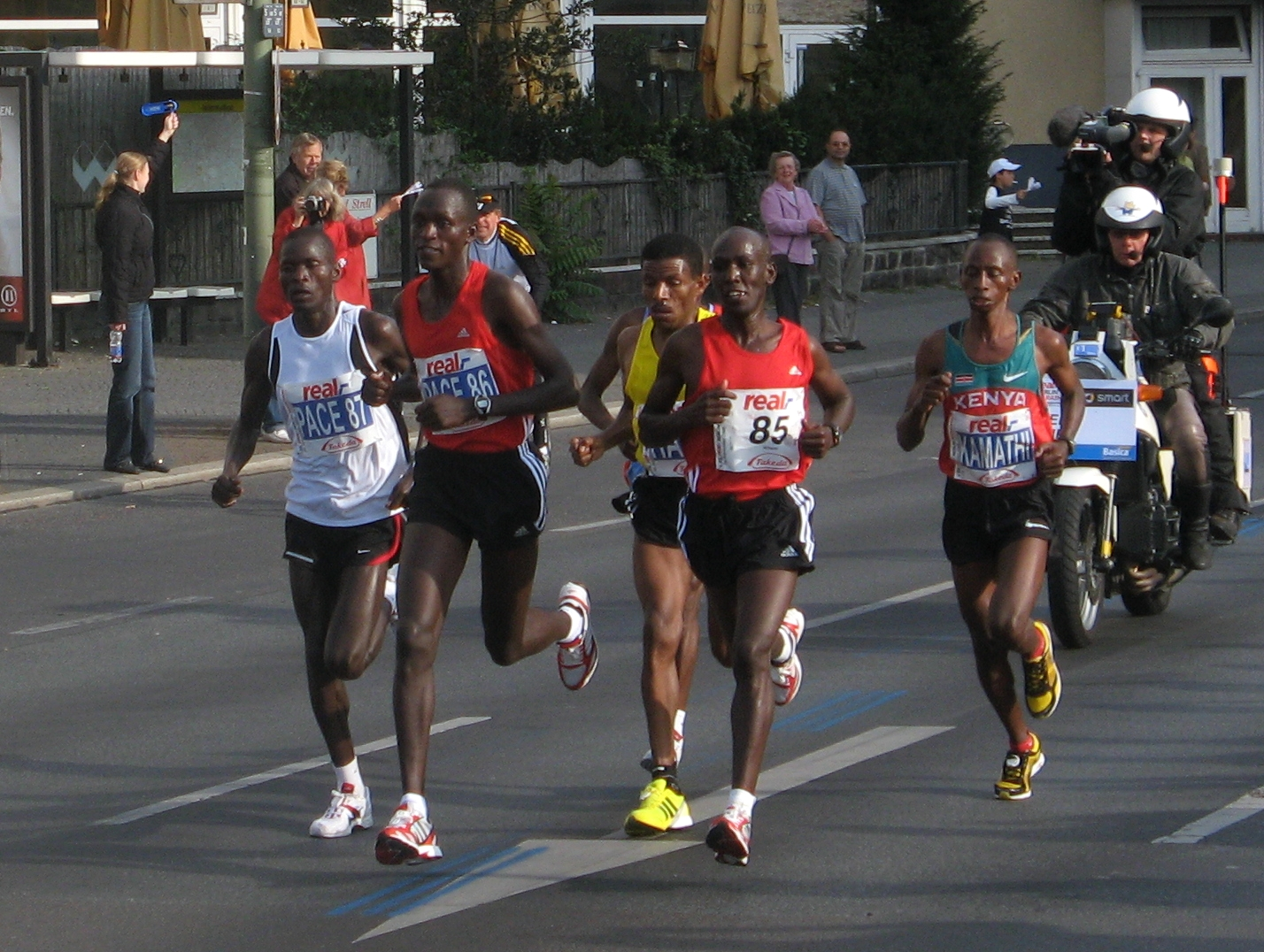
Coelhos liderando o etíope Haile Gebrselassie na Maratona de Berlim de 2008

Coelho (Lebre em Portugal; Pacemaker ou, coloquialmente, Rabbit, no jargão internacional do atletismo) é um atleta contratado pela organização de uma prova atlética para marcar o ritmo dos demais competidores. Geralmente usado para provas de meia e longa distância, ele estabelece um ritmo forte pré-planejado que leva os demais competidores a um recorde desejado, geralmente mundial.
Os "coelhos" puxam o grupo de atletas até determinada distância do percurso total num tempo especificado, colocando-os em condições de dali em diante manterem o ritmo e alcançarem os tempos desejados. Provas de longa distância em ruas e estradas, como as maratonas, geralmente têm mais de um coelho, que abandonam a prova após determinada distância, mais comumente na metade dela. Vários especialistas de atletismo e puristas do esporte criticam a utilização de coelhos em tentativas de quebra de recordes mundiais em maratonas, por deixarem os demais atletas numa zona de conforto tirando a natureza competitiva das corridas, algo que não existe, por exemplo, em provas oficiais como os Jogos Olímpicos e o Campeonato Mundial de Atletismo. Alguns destes críticos, chegam a considerar o artifício desonesto.
Este artifício começou a ficar popular em corridas após a utilização dos atletas britânicos Chris Brasher e Christopher Chataway – que não foram pagos – como "coelhos", na prova da milha em que o também britânico Roger Bannister se tornou o primeiro homem a correr esta distância em menos de 4 minutos, em 1954. De lá pra cá, vários recordes mundiais já foram estabelecidos com esta ajuda, particularmente em maratonas famosas como a Maratona de Berlim, Maratona de Chicago e a Maratona de Roterdã, que os usam constantemente e geralmente portam nas camisetas sua identificação como tal. Já a mais tradicional maratona do mundo, a Maratona de Boston, jamais permitiu o uso de "coelhos". 
Coelhos porém, podem continuar disputando a corrida depois da meta estabelecida e, em alguns casos, chegam mesmo a vencê-la. Alguns casos de corredores famosos que venceram as provas nas quais deveriam apenas ser os coelhos, incluem o brasileiro Vanderlei Cordeiro de Lima, medalha de bronze em Atenas 2004, que venceu a primeira maratona que disputou, em Reims, na França, tendo sido contratado para atuar nela, puxando o ritmo, apenas até os 21 km.